# Antonio Bernardo
Antonio Bernardo (Santa Maria a Vico, ...) è un medico italiano naturalizzato statunitense, specializzato in neurochirurgia e direttore del centro di formazione in neurochirurgia della base del cranio presso il Weil Medical College Cornell University a New York..

## Biografia

### Studi e carriera
Antonio Bernardo nasce a Napoli dove vive fino all’età di 18 anni. Dopo la maturità classica presso il Liceo “Giordano Bruno” di Maddaloni, si trasferisce a Napoli dove si laurea in Medicina e Chirurgia presso l’Università Federico II, secondo Policlinico.
Inizia gli studi specialistici in neurochirurgia all’Università di Napoli completandoli presso il “Western General Hospital” di Edimburgo, in Scozia, entrando nel team di ricerca del professor Miller, uno dei creatori del “Glasgow Coma Scale” (GCS).
Nel 1997 si trasferisce negli Stati Uniti d’America e si dedica allo studio della chirurgia complessa del basicranio presso l’Università della California di Irvine. 
Due anni dopo, nel 1999, si reca in Perù come rappresentante della Foundation for International Education in Neurosurgey (FIENS). In Perù lavora per 14 mesi operando pazienti con patologie cerebrali, mettendo in atto un programma di neurochirurgia della base cranica esteso a diversi centri del Paese e, nel corso degli anni successivi, a tutto il Sud America.
Dopo una breve esperienza di lavoro alla University of Medicine and Dentistry of New Jersey (UMDNJ), dal 2001 collabora con il dottor Robert_F._Spetzler continuando a sperimentare nuove tecniche chirurgiche per patologie vascolari e tumorali della base del cranio e dedicandosi allo studio e all’applicazione di tecniche di realtà virtuale collegate alla neurochirurgia. Utilizzando la “Quick Time Virtual Reality” sviluppa modelli digitali che consentono la riproduzione, la visione e l'esplorazione delle regioni intracraniche, attraverso immagini acquisite da più angoli di visione.
Nel 2004 entra a far parte del “Dipartimento di Neurochirurgia” del “Weill Weill Cornell Medical College” a Manhattan come professore associato e direttore dello “Skull Base Surgery Training Center”.

### Direttore del “Neurosurgical Innovations and Skull Base Training Center”
Al “Weill Cornell Medical College" è direttore del “Neurosurgical Innovations and Skull Base Training Center” che emula fedelmente l’ambiente e le attrezzature della sala operatoria.
(Antonio Bernardo)
Nel “Neurosurgical Innovations Training Center” vengono utilizzate e perfezionate tecniche molto innovative per la rimozione di patologie tumorali e vascolari della base cranica. Nel centro si attua un training per acquisire le conoscenze anatomiche e raffinare le tecniche chirurgiche.

### Missioni umanitarie
Fin dai primi viaggi nei paesi in via di sviluppo, Bernardo nota la mancanza di un’adeguata formazione dei chirurghi che operano in tali realtà. Due anni dopo aver perfezionato tecniche complesse di chirurgia del basicranio, nel 1999 trascorre 14 mesi come volontario per la FIENS in Perù, dove opera pazienti con patologie del basicranio e si dedica all’assistenza e alla formazione pratica dei neurochirurghi locali, istituendo programmi di formazione e condividendo conoscenze ed esperienze con colleghi dei paesi in via di sviluppo.
Sull’esperienza professionale in Perù Bernardo scrive nella relazione inviata nel 2000 alla FIENS: 
(Antonio Bernardo)
Egli è tuttora impegnato come volontario in molti paesi in via di sviluppo, dove opera pazienti pro-bono e insegna tecniche chirurgiche complesse ai neurochirurghi locali.

## Attività di ricerca

### Realizzazione dell’IVD (Interactive Virtual Dissection)
Durante gli anni dedicati alla ricerca, presso il “Barrow Neurological Institute”, Bernardo realizza un simulatore chirurgico tridimensionale, (Interactive Virtual Dissection), allo scopo di insegnare ai chirurghi le competenze visuo-spaziali, fondamentali negli approcci chirurgici nei piccoli incavi del cervello.
Il programma consente al chirurgo o al tirocinante di manipolare il campo chirurgico virtuale, interagendo attivamente con l'anatomia chirurgica, attraverso un esercizio di perforazione ossea.

### Quick Time Virtual Reality
Al Barrow Neurological Institute, è uno dei primi ad utilizzare la Quick Time Virtual Reality, che consente la creazione, la visualizzazione e l'esplorazione di regioni intracraniche attraverso immagini stereoscopiche prese da diverse angolazioni.
Bernardo ha creato un'intera collezione di moduli QTVR di diverse regioni intracraniche che consentono ai chirurghi di comprendere appieno l'anatomia e come essa viene rappresentata da diversi angoli di visione.

### Progettazione di protesi craniali intra-operative
Bernardo ha ricevuto una borsa di studio dal centro nazionale di ricerche americano (NIH) grazie alla quale ha studiato la fattibilità di creare protesi craniali intra-operative per quei pazienti che subiscono ferite traumatiche al cranio o sono sottoposti a procedure di routine che comportano la rimozione di una parte del cranio.

## Premi ed onorificenze

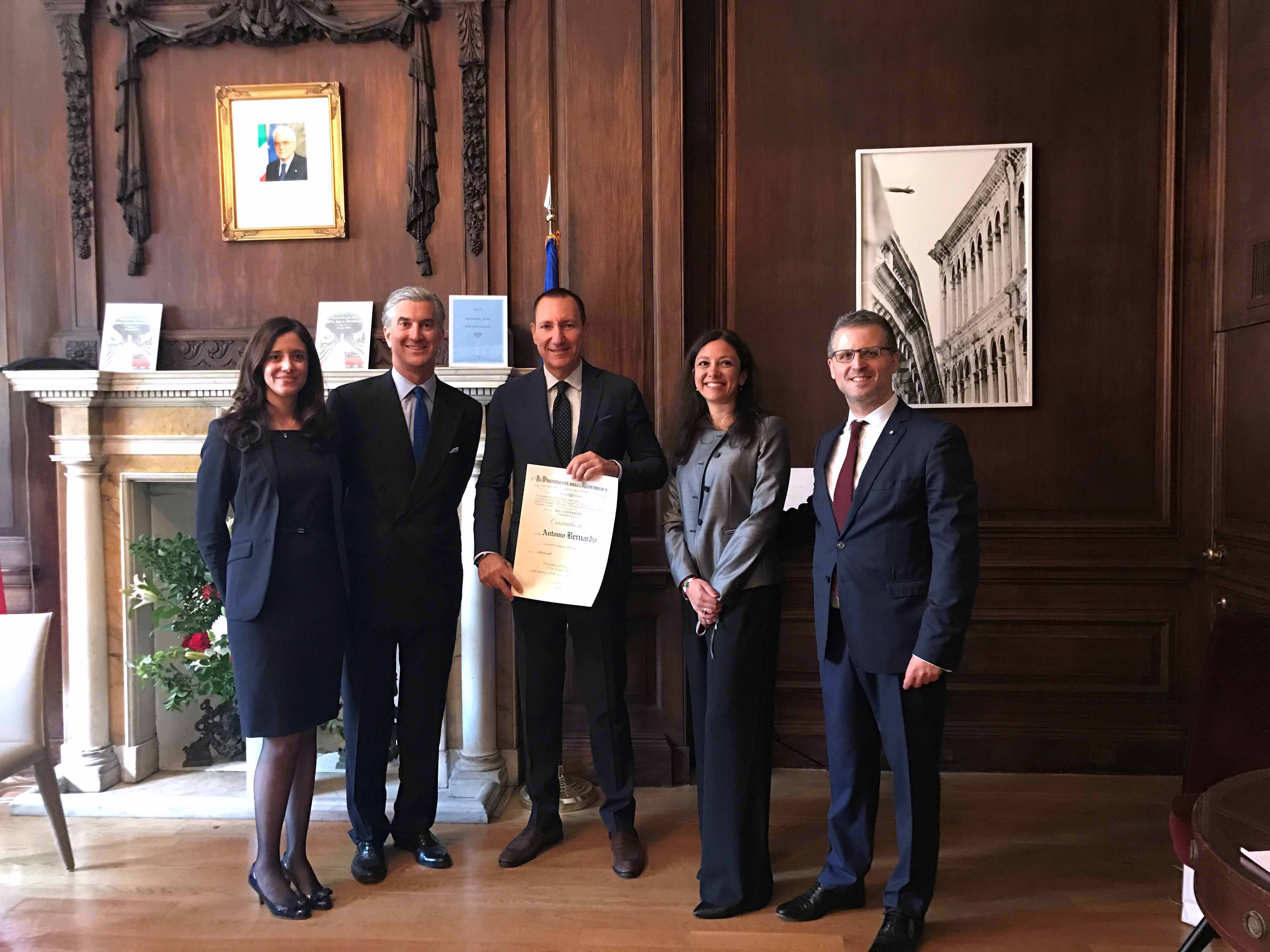
Antonio Bernardo è stato onorato con il titolo di "Cavaliere dell'Ordine del Merito della Repubblica Italiana"

- 1999, Premio eccellenza per l’insegnamento clinico dall’Ospedale G. Almenara[9]
- 2000, Premio eccellenza per l’insegnamento clinico dall’Ospedale Rebagliati[10]
- 2001, “Lou Grubb Fellowship in Skull Base Anatomy, Barrow Neurological Institute”[11]
- 2002, Premio annuale per l’insegnamento clinico da Medtronic[12]
- 2002, Migliore giornale scientifico, incontro annuale dell'associazione Caraibica dei Neurochirurghi[13]
- 2003, Ospite onorario all’incontro annuale dell’associazione Colombiana di Otorinolaringoiatra, chirurgia della testa e del collo, e chirurgia maxillo-facciale[14]
- 2004, Premio eccellenza in chirurgia e insegnamento dall’Università di Guadalajara, Messico[15]
- 2004, Ospite onorario all’incontro annuale dell’associazione Colombiana di Neurochirurghi[16]
- 2006, Medaglia d’oro dal Congresso Venezuelano dei Neurochirughi per il suo contributo nello sviluppo della Neurochirurgia in Venezuela[17]
- 2008, Medaglia d’oro dalla Federazione Latino-americana dei Neurochirughi per il suo contributo nello sviluppo della Neurochirurgia nell'America Latina[18]
- 2015, "Friendship Award from the Gruppo Esponenti Italiani"[7]
- 2015, Ospite onorario dell'associazione Italiana dei Neurochirurghi[19]
- 2015, Ospite onorario all'incontro annuale dell'associazione italiana dei Neurochirurghi[19]
- 2016, Grande Onore al Merito: "American Society of the Italian Legions of Merit"[20]
- 2017, Cavaliere dell’Ordine al merito della Repubblica Italiana[21]

## Pubblicazioni selezionate

### Libri e capitoli di libri
- (EN) Bernardo A, Philip Stieg, Orbitocranial Zygomatic Approach for Upper Basilar Artery Aneurysms, Capitolo 11 in: Mcdonald RL, Neurosurgical Operative Atlas: Vascular Neurosurgery, 2nd ed., New York, NY: Thieme Verlagsgruppe, 2009.  ISBN 978-1-604-06034-8
- (EN) Bernardo A, Stieg PE, Translabyrinthine and Transcochlear Petrosal Approaches, Capitolo 12 in: Cappabianca P, Califano L, Iaconetta G, (eds.) Cranial, Craniofacial and Skull Base Surgery, Milan, Italy: Springer-Verlag Mailand; 2010. ISBN 978-88-470-1167-0
- (EN) Bernardo A, Evins AI, Neurosurgical Anatomy and Approaches to Simulation in Neurosurgical Training, in: Alaraj A, ed. Comprehensive Healthcare Simulation: Neurosurgery Edition, New York, NY: Springer. In Press.
- (EN) Bernardo A, Evins AI, Transtubular Neurosurgery: Minimally Invasive Transtubular Techniques, Operative Approaches, and Surgical Anatomy, New York, NY: Thieme. Forthcoming.

### Pubblicazioni
- (EN) Bernardo A, Ammirati M, "Analytical evaluation of complex anterior approaches to the cranial base: an anatomic study", Neurosurgery, Dicembre 1998, vol. 43 (6), pp. 1398–1407, PMID 9848854.
- (EN) Bernardo A, Preul MC, Zabramski JM, Spetzler RF, "A three-dimensional interactive virtual dissection model to simulate transpetrous surgical avenues", Neurosurgery, Marzo 2003, vol. 52 (3), pp. 499–505, PMID 12590673.
- (EN) Bernardo A, Evins Al, Visca A, Stieg PE, "The intracranial facial nerve as seen through different surgical windows: an extensive anatomosurgical study", Neurosurgery, Giugno 2013, vol.72 (2), pp. 194–207, PMID 23190637.
- (EN) Bernardo A, Alaraj A, Luciano CJ, Bailey DP, Elsenousi A, Roitberg BZ, Banerjee PP, Charlbel FT, "Virtual reality cerebral aneurysm clipping simulation with real-time haptic feedback", Neurosurgery, Marzo 2015, vol. 11 (Suppl 2), pp. 52–58, PMID 25599200.
- (EN) Bernardo A, Shoakazemi A, Evins Al, Burrell JC, Stieg PE, "A 3D endoscopic transtubular transcallosal approach to the third ventricle", Journal of Neurosurgery, Marzo 2015, vol. 122 (3), pp. 564–573, PMID 25555026.
- (EN) Bernardo A, Evins Al, Tsiouris AJ, Stieg PE, "A Percutaneous Transtubular Middle Fossa Approach for Intracanalicular Tumors", World Neurosurgery, Giugno 2015, vol. 84 (1), pp. 132–146, PMID 25771211.
- (EN) Bernardo A, "The Changing Face of Technologically Integrated Neurosurgery: Today's High-Tech Operating Room", World Neurosurgery, Ottobre 2017, vol. 106, pp. 1001–1014, PMID 28985655.
- (EN) Bernardo A, "Virtual Reality and Simulation in Neurosurgical Training", World Neurosurgery, Ottobre 2017, vol. 106, pp. 1015–1029, PMID 28985656.
- (EN) Bernardo A, "Establishment of Next-Generation Neurosurgery Research and Training Laboratory with Integrated Human Performance Monitoring", World Neurosurgery, Ottobre 2017, vol. 106, pp. 991–1000, PMID 28985669.